# Kabinett Pekkala
Das Kabinett Pekkala war das 31. Regierungskabinett in der Geschichte Finnlands. Es amtierte vom 26. März 1946 bis zum 29. Juli 1948 (857 Tage).
Der Volksdemokrat Mauno Pekkala, ehemals Sozialdemokrat und unter seinem Vorgänger Juho Kusti Paasikivi Staatsratsminister, bildete eine mehrheitsfähige Volksfrontregierung aus Volks- und Sozialdemokraten, dem Landbund und der Schwedischen Volkspartei.
Während der Regierungszeit Pekkalas erreichte der Einfluss der Linken in Finnland einen Höhepunkt und die Sorge vor einem drohenden, von der Sowjetunion unterstützten Putsch nahm zu. Mit dem Posten des Innenministeriums, der zunächst vom Kommunisten Yrjö Leino übernommen wurde, der mit der bekannten kommunistischen Ministerin Hertta Kuusinen verheiratet war, war unter anderem auch die finnische Geheimpolizei Valpo unter Kontrolle der Kommunisten geraten.
Durch eine strategisch klug geführte Vertragspolitik der bürgerlichen Kräfte Finnlands mit der Sowjetunion konnte der Einfluss der Kommunisten schließlich geschmälert werden, ohne eine Provokation in Moskau herbeizuführen und im Sommer 1948 endete die einzige von Volksdemokraten geführte Regierung Finnlands.

## Minister
| Amt                                             | Name | Partei                                                                         |
| ----------------------------------------------- | --- | ------------------------------------------------------------------------------ |
| Ministerpräsident                               | Mauno Pekkala | Demokratische Union des Finnischen Volkes                                      |
| Staatsratsminister                              | 26. März 1946 – 4. Juni 1948: Yrjö Kallinen 4. Juni 1948 – 29. Juli 1948: Hertta Kuusinen                                            | Sozialdemokratische Partei Finnlands Demokratische Union des Finnischen Volkes |
| Außenminister                                   | Carl Enckell | parteilos                                                                      |
| Stellvertretender Außenminister                 | 26. März 1946 – 30. April 1948: Reinhold Svento 27. März 1946 – 29. Juli 1948: Uuno Takki                                            | Demokratische Union des Finnischen Volkes Sozialdemokratische Partei Finnlands |
| Justizminister                                  | Eino Pekkala | Demokratische Union des Finnischen Volkes                                      |
| Verteidigungsminister                           | 26. März 1946 – 27. März 1946: Mauno Pekkala 27. März 1946 – 29. Juli 1948: Yrjö Kallinen                                            | Demokratische Union des Finnischen Volkes Sozialdemokratische Partei Finnlands |
| Stellvertr. Verteidigungsminister               | 27. März 1946 – 29. Juli 1948: Mauno Pekkala                                                                                         | Demokratische Union des Finnischen Volkes                                      |
| Innenminister                                   | 26. März 1946 – 22. Mai 1948: Yrjö Leino 26. Mai 1948 – 29. Juli 1948: Eino Kilpi                                                    | Demokratische Union des Finnischen Volkes                                      |
| Stellvertr. Innenminister                       | Paavo Viding | Landbund                                                                       |
| Finanzminister                                  | Ralf Törngren | Schwedische Volkspartei                                                        |
| Stellvertr. Finanzminister                      | Onni Hiltunen | Sozialdemokratische Partei Finnlands                                           |
| Bildungsminister                                | 26. März 1946 – 26. Mai 1948: Eino Kilpi 26. Mai 1948 – 29. Juli 1948: Lennart Heljas                                                | Sozialdemokratische Partei Finnlands Landbund                                  |
| Landwirtschaftsminister                         | Vihtori Vesterinen | Landbund                                                                       |
| Verkehrs- und Infrastrukturminister             | Lauri Kaijalainen | Landbund                                                                       |
| Stellvertr. Verkehrs- und Infrastrukturminister | Erkki Härmä | Sozialdemokratische Partei Finnlands                                           |
| Handels- und Industrieminister                  | Uuno Takki | Sozialdemokratische Partei Finnlands                                           |
| Sozialminister                                  | Matti Janhunen | Demokratische Union des Finnischen Volkes                                      |
| Stellvertr. Sozialminister                      | 26. März 1946 – 26. Mai 1948: Lennart Heljas 12. April 1946 – 29. Juli 1948: Erkki Härmä 26. Mai 1948 – 29. Juli 1948: Onni Peltonen | Landbund Sozialdemokratische Partei Finnlands                                  |
| Volksversorgungsminister                        | Taavi Vilhula | Landbund                                                                       |
| Stellvertr. Volksversorgungsminister            | 26. März 1946 – 29. Juli 1948: Yrjö Murto 12. April 1946 – 29. Juli 1948: Erkki Härmä                                                | Demokratische Union des Finnischen Volkes Sozialdemokratische Partei Finnlands |
| Ministerin ohne Ressort                         | Hertta Kuusinen | Demokratische Union des Finnischen Volkes                                      |